# مقاطعة كبودرأهنغ
مقاطعة كبودرأهنغ (بالفارسية: شهرستان کبودرآهنگ) هي إحدى مقاطعات محافظة همدان في إيران. كان عدد سكان المقاطعة سنة 2006 حوالي 137,919 نسمة.